# 班蓋塔山
班蓋塔山是巴布亞新幾內亞的山峰，位於該國東北部休恩半島，由莫雷貝省負責管轄，屬於薩魯瓦吉德嶺的一部分，海拔高度4,121米。